# William Bliss Carman
Pour les articles homonymes, voir Bliss et Carman (homonymie).
William Bliss Carman,  né à Fredericton (Nouveau-Brunswick) le 15 avril 1861 et mort à New Canaan (Connecticut) le 8 juin 1929, est un poète, essayiste, journaliste et directeur littéraire canadien anglophone. Il a passé la plus grande partie de sa vie aux États-Unis. Il fut un membre éminent de la Confederation School of Canadian Poetry. Il était également membre de la Société royale du Canada en 1925 et a reçu la médaille Lorne Pierce en 1928 et la Gold Medal for Distinguished Achievement (médaille d'or pour des œuvres remarquables) - devenue Médaille Robert Frost - délivrée par la Poetry Society of America .
Carman a écrit de nombreux recueils où il se fait le chantre de la nature et de la joie de vivre ; quelques-uns de ses poèmes rappellent des événements de l'histoire du peuple acadien. On retient surtout Low Tide on Grand Pré (Marée basse à Grand-Pré, 1893), Songs from Vagabondia (Chants de Vagabondia, 1894) et Ballads of Lost Haven (Ballades de Port-Perdu, 1897).

## Biographie
William Bliss Carman plus connu sous le nom de Bliss Carman,,, est né à Fredericton (dans la province canadienne du Nouveau-Brunswick) au 83 Shore Street le 15 avril 1861 et mort à New Canaan (Connecticut) le 8 juin 1929, est le fils d'un avocat, dit barrister, William Carman et de Sophia Mary Bliss, les deux familles descendaient de loyalistes américains à la couronne britannique qui avaient fui au Canada pendant la Révolution américaine. Après ses études secondaires à la  Collegiate School de Fredericton, il entre à l'Université du Nouveau-Brunswick où il obtiendra un Bachelor of Arts en 1881 et un Master of Arts (Lettres classiques) en 1884. Il suivra des conférences à la Harvard University et à l'Université d’Édimbourg en Écosse. 
Après ses études, il s'installe aux États-Unis, il travaillera comme rédacteur / rédacteur en chef auprès de diverses revues et magazines  de New York, Chicago et Boston, comme  The Atlantic, Cosmopolitan, Current Literature, The Chap-book, The Independent, The Literary World, et The Outlook. En 1897, il rencontre Mary Perry King, une femme mariée avec qui il entretient une relation étroite pendant tout le reste de sa vie, vivant soit près de la maison du couple King ou dans une maison située sur leur propriété. Grâce à cette étroite collaboration avec Mary King, Carman a été influencé par la doctrine unitariste qui l'a fait souscrire à un idéal d'harmonie entre le corps, l'esprit et l'âme. Lui et Mary King ont également collaboré à plusieurs volumes d'essais et d'anthologies poétiques.  
En 1906, Carman obtient un doctorat en droit auprès de l'Université du Nouveau-Brunswick.  
Au cours de sa vie de bohème, Carman a beaucoup voyagé, et a souvent écrit des poèmes sur les pays qu'il a visités comme l'Italie ou l'Inde.  
Carman est mort le 8 juin 1929, à New Canaan, dans le Connecticut. Il est enterré au cimetière Forest Hill Cemetery de Fredericton. 
Ses manuscrits sont consultables auprès des Stanford University Archives.

## Contribution à la culture canadienne
Le Canada est devenu une confédération en 1867, et les poètes comme Bliss Carman, nés au début des années 1860, ont contribué à inspirer un sentiment d'identité nationale canadienne. Carman reconnu d'abord comme un poète régionaliste des Provinces maritimes du Canada, dépassa le régionalisme, les canadiens voyant en ses poèmes une célébration des paysages du Canada.
Son premier recueil de poésie, Low Tide on Grand Pre (1893), célèbre la région maritime où il a grandi, et Ballads of Lost Haven (1897) comprend des méditations lyriques sur la mer. 
Plus tard, Carman incarnera une identité hybride poète canado-américain, dans le sens où il est devenu aussi un poète régionaliste de la Nouvelle-Angleterre des États-Unis. 
Carman a été fortement influencé par le mouvement romantique en poésie anglaise, ainsi que la mystique de ces écrivains américains comme Ralph Waldo Emerson (un parent éloigné de Carman du côté de sa mère), William Wordsworth, Percy Bysshe Shelley et John Keats. Sa poésie lyrique est à la fois  mélancolique et optimiste, optimisme inspiré par la présence de la nature. 
Avec By The Aurelian Wall: And Other Elegies (1898), il rend hommage à Keats, Shelley, William Blake et Robert Louis Stevenson. 
Avec Sappho: One Hundred Lyrics (1904), Carman adapte une centaine de poèmes de la poète grecque antique Sappho à son propre style romantique et lyrique. Le transcendantalisme de Carman est véhiculé par les qualités de visionnaire de sa poésie, qui expriment un sentiment d'émerveillement aux éléments mystiques du monde naturel. 
Les Songs from Vagabondia (écrit en collaboration avec le poète américain Richard Hovey) et les Echoes From Vagabondia sont les œuvres les plus populaires de Carman, écho de sa vie de bohème exprimée avec humour dans un style léger, facilement accessible.
Son recueil d'essais, The Making of Personality (1908), écrit avec Mary King, exprime un grand nombre des préceptes de l'unitarisme.
Au cours de sa vie, Carman a été l'un des poètes les plus célèbres et les plus populaires du Canada. En 1928, un an avant sa mort, il fut nommé poète lauréat du Canada par le Parlement canadien. 
Il est considéré comme un poète qui a exercé une profonde influence sur la littérature canadienne du XXe siècle. 
Cependant, pour de nombreux lecteurs et critiques, les poèmes de William Bliss Carman et ses essais semblent datés, mais tous sont d'accord pour dire que l’œuvre poétique de Carman demeure une des fondations majeures de la tradition littéraire canadienne, qu'elle a été inestimable quant à l'établissement d'une identité distincte pour la littérature canadienne et continue d'influencer les poètes canadiens jusqu'à maintenant.

## Liste des œuvres  (sélections)

### Poésie
- Sanctuary: Sunshine House Sonnets. éd. McClelland and Stewart, 1929,
- Wild Garden, éd. McClelland and Stewart, 1929,
- Far Horizons, éd. Small, Maynard, 1925,
- Later Poems, éd. Small, Maynard, 1922,
- The Vengeance of Noel Brassard : A Tale of the Acadian Expulsion, éd. Will Bradley, 1919,

- Echoes From Vagabondia, éd. Small, Maynard & Company, 1912,
- A Painter’s Holiday : and Other Poems, éd. F.F. Sherman, 1911,
- The Rough Rider : And Other Poems, éd. Kennerley, 1909,
- Poems, éd. Chiswick, 1905.
- Songs Of The Sea Children, éd. Page, 1904,
- Sappho: One Hundred Lyrics, éd. Page, 1904,
- Ballads and Lyrics. éd. Bullen, 1902,
- Ode on the Coronation of King Edward, éd. Page, 1902.
- By The Aurelian Wall: And Other Elegies, éd. Lamson, Wolffe, 1898,
- The Green Book of the Bards, éd. Cambridge University Press, 1898,
- Ballads of Lost Haven : A Book Of The Sea, éd. Lamson, Wolffe, 1897,
- Behind The Arras: A Book Of The Unseen. Illustration de. T. B. Meteyard., éd. Lamson, Wolffe, 1895,
- A Seamark. A Threnody for Robert Louis Stevenson, éd. Copeland and Day, 1895,
- At Michaelmas : A Lyric, éd. The Acadian Press, 1895,
- Songs from Vagabondia (en collaboration avec le poète américain Richard Hovey, éd. Copeland and Day, 1894,
- Low Tide on Grand Pre : A Book Of Lyrics, éd. Nutt, 1893[13].

### Essais, anthologies et écrits divers
- Earth Deities: And Other Rhythmic Masques, éd.Kennerley, 1914,
- The Making of Personality, éd. Page, 1908,
- From The Book Of Valentines, éd. Page, 1905,
- The Poetry Of Life, éd. Page, 1905.
- The Friendship of Art. éd. Page, 1904,
- The Kinship of Nature, éd. Page, 1903,
- The Pipes of Pan. 5 volumes, éd.Page, 1902-1905.

## Prix et distinctions
- 1909 : boursier de la Royal Society of Canada,
- 1928 : récipiendaire de la Lorne Pierce Medal, de la Royal Society of Canada,
- 1930 : récipiendaire de la Gold Medal for Distinguished Achievement de la Poetry Society of America à titre posthume,